# Rassie Erasmus
Johan „Rassie“ Erasmus (* 5. November 1972 in Despatch, Ostkap) ist ein südafrikanischer Trainer, Manager und ehemaliger Spieler im Rugby Union. Seit 2017 ist er Director of Rugby bei der Nationalmannschaft Südafrikas, von 2018 bis 2020 war er Cheftrainer, und gewann die Rugby-Union-Weltmeisterschaften 2019 und 2023. Unter seiner Führung wurden die Springboks damit mit insgesamt vier Weltmeistertiteln zum Rekordhalter.

## Jugend
Erasmus wuchs in Despatch, einer Kleinstadt im Ostkap auf. Sein Vater arbeitete beim Department of Bantu Administration and Development und hatte die Aufgabe, die verhassten Dompas (ein Dokument das alle nicht-weißen Personen bei sich führen mussten) gemäß den Passgesetzen des Apartheidsystems auszustellen. Der Vater litt unter diesen Ungerechtigkeiten, wurde zum Alkoholiker, und schlug seinen Sohn oft. Es folgte ein Studium an der Universität des Freistaates. Danach leistete er seinen Militärdienst und lernte dabei Jacques Nienaber kennen, mit dem er in seiner späteren Karriere als Trainer mehrfach zusammenarbeitete.

## Karriere als Spieler
Erasmus spielte unter anderem bei den Free State Cheetahs, den Lions und den Stormers. 1997 gab er sein Debüt als Flügelstürmer (Flanker) der Südafrikanischen Rugby-Union-Nationalmannschaft in einem Spiel gegen die British and Irish Lions. 1999 nahm er an der Rugby-Union-Weltmeisterschaft 1999 teil und wurde mit den Springboks Dritter. 1998 gewann er mit seinem Team das Tri Nations Turnier. Sein letztes Spiel bei der Nationalmannschaft bestritt er 2001 gegen Frankreich. Bereits als Spieler widmete er sich intensiv der Vorbereitung und Analyse von Spielen und reiste oft mit Laptop und Drucker. Nach einer Verletzung beendete er seine fast zehnjährige Karriere als professioneller Spieler.

## Karriere als Trainer und Manager
Seine Karriere als Trainer begann er 2004 für die Free State Cheetahs, es folgten Stationen als Technical Advisor bei den Springboks 2007, als Director of Coaching and Head Coach bei den Stormers von 2008 bis 2010, als Technical Specialist bei den Springboks 2011. Von 2012 bis 2016 war er General Manager: High Performance Teams / Rugby Department bei der Nationalmannschaft. 2016 wechselte für ein Jahr zum Team Munster Rugby in Irland und gewann den PRO12 Coach of the Season Award.
2017 wurde er in die neu geschaffene Funktion des Director of Rugby beim südafrikanischen Rugby-Verband berufen, 2018 übernahm er zusätzlich die Aufgabe als Nationaltrainer. Er ernannte mit Siya Kolisi zum ersten Mal in der Geschichte der Nationalmannschaft einen Schwarzen als Kapitän, eine Entscheidung deren Tragweite er nach eigenen Worten naiv unterschätzt habe und ihm viele Anfeindungen eingebracht habe, und gewann mit den Springboks die Rugby-Union-Weltmeisterschaft 2019. Dies war der dritte Weltmeistertitel für die Springboks, die damit mit Neuseeland gleichzogen. Erasmus wurde Trainer des Jahres 2019. 2020 übergab er die Traineraufgabe an seinen Assistenten Jacques Nienaber, blieb weiter Director of Rugby und erreichte in dieser Funktion bei der Rugby-Union-Weltmeisterschaft 2023 seinen zweiten Weltmeistertitel und den vierten für die Springboks, die damit zum Rekordhalter wurden.
Eine der Innovationen von Erasmus ist der sogenannte „Bomb Squad“: die Ersatzbank wird ungewohnt offensiv fast nur mit Stürmern besetzt. Damit kann ein Team nahezu die komplette vordere Linie austauschen, um dem Gegner in der Schlussphase des Spiels physisch überlegen zu sein.

## Privatleben
Erasmus und seine Ehefrau Nicolene haben drei Töchter. 2020 gab er bekannt, dass bei ihm 2019 die Autoimmunkrankheit mikroskopische Polyangiitis diagnostiziert wurde und er während der WM 2019 behandelt werden musste.